# Vojaški ordinariat Slovaške
Vojaški ordinariat Slovaške (slovaško Vojenský ordinariát) je rimskokatoliški vojaški ordinariat, ki je vrhovna cerkveno-verska organizacija in skrbi za pripadnike oboroženih sil Slovaške.

## Škofje
- František Rábek (20. januar 2003 - danes)